# Spirit (Leona Lewis)
Spirit è il primo album in studio della cantautrice britannica Leona Lewis, pubblicato il 9 novembre 2007.
L'album ha venduto ad oggi, oltre 7.5 milioni di copie, rendendo Leona la concorrente di un talent show ad aver ottenuto il maggior successo col suo album di debutto.

## Descrizione
Spirit, registrato tra Londra e Los Angeles, contiene prevalentemente canzoni Pop e R&B ed è influenzato dallo stile musicale americano fatto di ballate e up-tempo, con canzoni che richiamano ai suoni degli anni '80 e che possono essere presentate dal vivo anche in chiave acustica.
L'album la stessa settimana della pubblicazione nel Regno Unito ha raggiunto la vetta degli album più scaricati del web su iTunes per poi arrivare la settimana seguente alla vetta della classifica ufficiale delle vendite degli album nel Regno Unito.
L'album debutta direttamente alla prima posizione della prestigiosa classifica americana Billboard 200. Nella stessa settimana anche il singolo Bleeding Love è alla posizione numero 1 della classifica singoli Billboard Hot 100. In questo modo Leona Lewis segna un record, in quanto è l'unica artista britannica ad avere avuto contemporaneamente album e singolo di debutto alla prima posizione delle chart americane.

## Tracce

### Edizione internazionale
1. Bleeding Love – 4:23 (Ryan Tedder, Jesse McCartney)
2. Whatever It Takes – 3:27 (Alonzo "Novel" Stevenson, Tony Reyes, Leona Lewis)
3. Homeless – 3:50 (Jörgen Elofsson)
4. Better in Time – 3:54 (Jonathan Rotem, Andrea Martin)
5. Yesterday – 3:54 (Jordan Omley, Michael Mani, The Jam, Sam Watters, Louis Biancaniello, The Runaways, Nina Woodford)
6. Take a Bow – 3:54 (The Runaways, Watters, Wayne Wilkins, Biancaniello, Tedder)
7. I Will Be – 3:59 (Avril Lavigne, Max Martin, Lukasz Gottwald)
8. Angel – 4:14 (Johntá Austin, Mikkel Eriksen, Tor Hermansen)
9. Here I Am – 4:52 (Walter Afanasieff, Brett James, Lewis)
10. I'm You – 3:48 (Eric Hudson, Shaffer Smith)
11. The Best You Never Had – 3:43 (Josh Alexander, Billy Steinberg)
12. The First Time Ever I Saw Your Face – 4:26 (Ewan MacColl)
13. Footprints in the Sand – 4:08 (Richard Page, Per Magnusson, David Kreuger, Simon Cowell)

Traccia bonus (Regno Unito)
1. A Moment like This – 4:17 (Elofsson, John Reid)

Edizione deluxe
1. Forgive Me – 3:41 (Aliuane Thiam, Claude Kelly, Giorgio Tuinfort)
2. Misses Glass – 3:41 (Theron & Terry Thomas)
3. Run – 5:15 (Gary Lightbody)

Tracce bonus (Giappone)
1. A Moment like This – 4:17 (Elofsson, John Reid)
2. Forgiveness – 4:19 (Lewis, Salaam Remi, Kara DioGuardi)
3. You Bring Me Down – 3:55 (Lewis, Remi, Taj Jackson[23])

### Edizione americana
1. Bleeding Love – 4:23
2. Better in Time – 3:54
3. I Will Be – 3:59
4. I'm You – 3:48
5. Forgive Me – 3:41 (Aliuane Thiam, Claude Kelly, Giorgio Tuinfort)
6. Misses Glass – 3:41 (Theron & Terry Thomas)
7. Angel – 4:14
8. The First Time Ever I Saw Your Face – 4:26
9. Yesterday – 3:54
10. Whatever It Takes – 3:27
11. Take a Bow – 3:54

Tracce bonus
1. Footprints in the Sand – 4:08
2. Here I Am – 4:52

Tracce bonus (iTunes)
1. The Best You Never Had – 3:43 – iTunes US Deluxe Bonus Track
2. You Bring Me Down – 3:54 – iTunes US Deluxe Bonus Track
3. Bleeding Love (Jason Nevins Extended Mix) – 5:56 – iTunes US Bonus Track - Pre-order only[24][25]

## Spirit: The Deluxe Edition
Il 17 novembre 2008 viene pubblicata la riedizione di Spirit. La nuova versione contiene le 13 tracce già presenti nella versione standard dell'album e vede l'aggiunta di 4 brani: A Moment like This, singolo pubblicato nel 2006 in Regno Unito; Forgive Me, singolo di lancio della versione deluxe; Misses Glass, brano già presente nella tracklist americana della versione standard; la cover di Run, brano degli Snow Patrol.
Con la pubblicazione della deluxe edition, l'album rientra alla posizione numero 2 della classifica degli album più venduti in Irlanda e alla posizione numero 1 in Regno Unito.

## Pubblicazione
| Edizione standard | Edizione standard | Edizione standard | Edizione standard     | Edizione standard |
| Regione           | Data              | Etichetta         | Formato               |                   |
| ----------------- | ----------------- | ----------------- | --------------------- | ----------------- |
| Irlanda           | 9 novembre 2007   | Syco              | CD, download digitale |                   |
| United Kingdom    | 12 novembre 2007  | Syco              | CD, download digitale |                   |
| Svezia            | 23 gennaio 2008   | Sony BMG          | CD, download digitale |                   |
| Nuova Zelanda     | 25 gennaio 2008   | Sony BMG          | CD, download digitale |                   |
| Italia            | 25 gennaio 2008   | Sony BMG          | CD, download digitale |                   |
| Taiwan            | 25 gennaio 2008   | Sony BMG          | CD, download digitale |                   |
| Germania          | 25 gennaio 2008   | Sony BMG          | CD, download digitale |                   |
| Svizzera          | 25 gennaio 2008   | Sony BMG          | CD, download digitale |                   |
| Corea             | 25 gennaio 2008   | Sony BMG          | CD, download digitale |                   |
| Australia         | 26 gennaio 2008   | Sony BMG          | CD, download digitale |                   |
| Hong Kong         | 28 January 2008   | Sony BMG          | CD, download digitale |                   |
| Grecia            | 28 January 2008   | Sony BMG          | CD, download digitale |                   |
| Polonia           | 28 January 2008   | Sony BMG          | CD, download digitale |                   |
| Singapore         | 28 January 2008   | Sony BMG          | CD, download digitale |                   |
| Spagna            | 19 febbraio 2008  | Sony BMG          | CD, download digitale |                   |
| Francia           | 10 marzo 2008     | Sony BMG          | CD, download digitale |                   |
| Cina              | 10 marzo 2008     | Sony BMG          | CD, download digitale |                   |
| Messico           | 24 March 2008     | Sony BMG          | CD, download digitale |                   |
| Stati Uniti       | 8 aprile 2008     | J Records         | CD, download digitale |                   |
| Canada            | 8 aprile 2008     | Sony BMG          | CD, download digitale |                   |
| Japan             | 23 aprile 2008    | BMG Japan         | CD / CD+DVD           |                   |
| Brasile           | 24 aprile 2008    | Sony BMG          | CD                    |                   |

| Edizione deluxe | Edizione deluxe  | Edizione deluxe | Edizione deluxe | Edizione deluxe |
| Regione         | Data             | Etichetta       | Formato         |                 |
| --------------- | ---------------- | --------------- | --------------- | --------------- |
| Australia       | 8 novembre 2008  | Sony BMG        | CD / CD+DVD     |                 |
| Europa          | 14 novembre 2008 | Sony BMG        | CD / CD+DVD     |                 |
| America Latina  | 14 novembre 2008 | Sony BMG        | CD / CD+DVD     |                 |
| Regno Unito     | 17 novembre 2008 | Syco            | CD / CD+DVD     |                 |
| Messico         | 17 novembre 2008 | Sony BMG        | CD / CD+DVD     |                 |
| Giappone        | 19 novembre 2008 | BMG Japan       | CD / CD+DVD     |                 |
| Stati Uniti     | 3 febbraio 2009  | J Records       | CD / CD+DVD     |                 |
| Canada          | 3 febbraio 2009  | Sony BMG        | CD / CD+DVD     |                 |

## Classifiche
| Classifica (2007)  | Certificatore     | Posizione massima | Certificazione | Vendite   |
| ------------------ | ----------------- | ----------------- | -------------- | --------- |
| Australia          | ARIA              | 1                 | Platino        | 70 000+   |
| Austria            | IFPI              | 1                 | Oro            | 10.000    |
| Canada             | ABPD              | 1                 |                | 100.000   |
| Germania           | Media Control     | 1                 | Platino        | 200 000+  |
| Francia            | IFOP              | 21                |                | 55.000    |
| Grecia             | IFPI              | 8                 |                |           |
| Ungheria           | Mahasz            | 28                |                |           |
| Irlanda            | IRMA              | 1                 | 11× Platino    | 105 000+  |
| Italia             | FIMI              | 5                 | Platino        | 150.000   |
| Giappone           | RIAJ              | 5                 | Platino        | 200.000   |
| Paesi Bassi        | Megacharts/NVPI   | 4                 |                |           |
| Nuova Zelanda      | RIANZ             | 1                 | Platino        | 15.000    |
| Norvegia           | VG-lista          | 10                |                |           |
| Polonia            | OLiS              | 4                 | Oro            | 10.000    |
| Portogallo         | AFP               | 12                |                |           |
| Regno Unito        | BPI/OCC           | 1                 | 10× Platino    | 3.100.000 |
| Spagna             | PROMUSICAE        | 26                |                |           |
| Svezia             | Sverigetopplistan | 4                 |                | 20.000    |
| Svizzera           | Media Control     | 1                 | Platino        | 30.000    |
| U.S. Billboard 200 | Billboard 200     | 1                 | Platino        | 2.000.000 |